# Стакчин
Стакчин (слч. Stakčín) насељено је мјесто са административним статусом сеоске општине (слч. obec) у округу Сњина, у Прешовском крају, Словачка Република.

## Становништво
| Година:    | 1994. | 2004.   | 2014.   | 2024.   |
| ---------- | ----- | ------- | ------- | ------- |
| Број људи: | 2460  | 2345    | 2454    | 2351    |
| Разлика:   |       | -4,67 % | +4,64 % | -4,19 % |

| Година:    | 2023. | 2024.   |
| ---------- | ----- | ------- |
| Број људи: | 2350  | 2351    |
| Разлика:   |       | +0,04 % |

Према подацима о броју становника из 2024. године насеље је имало 2351 становника.